# 무르탈군

무르탈군의 위치

무르탈군(독일어: Bezirk Murtal)은 오스트리아 슈타이어마르크주에 위치한 군으로 행정 중심지는 유덴부르크이며 면적은 1,675.81km2, 인구는 71,657명(2023년 기준), 인구 밀도는 43명/km2이다.
2013년 1월 1일에 유덴부르크군과 크니텔펠트군이 합병되면서 신설되었다. 북쪽으로는 리첸군, 동쪽으로는 레오벤군, 그라츠움게붕군, 포이츠베르크군, 남쪽으로는 케른텐주 볼프스베르크군, 장크트파이트안데어글란군, 서쪽으로는 무라우군과 접한다.

## 하위 행정 구역
4개 도시, 7개 시장도시, 9개 일반 시를 관할한다.
- 도시
  - 유덴부르크(Judenburg)
  - 크니텔펠트(Knittelfeld)
  - 슈필베르크(Spielberg)
  - 첼트베크(Zeltweg)
- 시장도시
  - 코벤츠(Kobenz)
  - 오프다흐(Obdach)
  - 푈스오버쿠르츠하임(Pöls-Oberkurzheim)
  - 푈슈탈(Pölstal)
  - 제카우(Seckau)
  - 운츠마르크트프라우엔부르크(Unzmarkt-Frauenburg)
  - 바이스키르헨인슈타이어마르크(Weißkirchen in Steiermark)
- 일반 시
  - 폰스도르프(Fohnsdorf)
  - 갈(Gaal)
  - 호엔타우에른(Hohentauern)
  - 로프밍탈(Lobmingtal)
  - 푸스터발트(Pusterwald)
  - 장크트게오르겐오프유덴부르크(Sankt Georgen ob Judenburg)
  - 장크트마라인파이슈트리츠(Sankt Marein-Feistritz)
  - 장크트마르가레텐바이크니텔펠트(Sankt Margarethen bei Knittelfeld)
  - 장크트페터오프유덴부르크(Sankt Peter ob Judenburg)